# Narthecusa ugandensis
Narthecusa ugandensis är en fjärilsart som beskrevs av Louis Beethoven Prout 1926. Narthecusa ugandensis ingår i släktet Narthecusa och familjen mätare. Inga underarter finns listade i Catalogue of Life.